# Phrynobatrachus parvulus
Phrynobatrachus parvulus és una espècie de granota que viu a Angola, Botswana, República Democràtica del Congo, Malawi, Tanzània, Uganda, Zàmbia, Zimbàbue i, possiblement també, a Moçambic i Namíbia.